# Steve Rothery

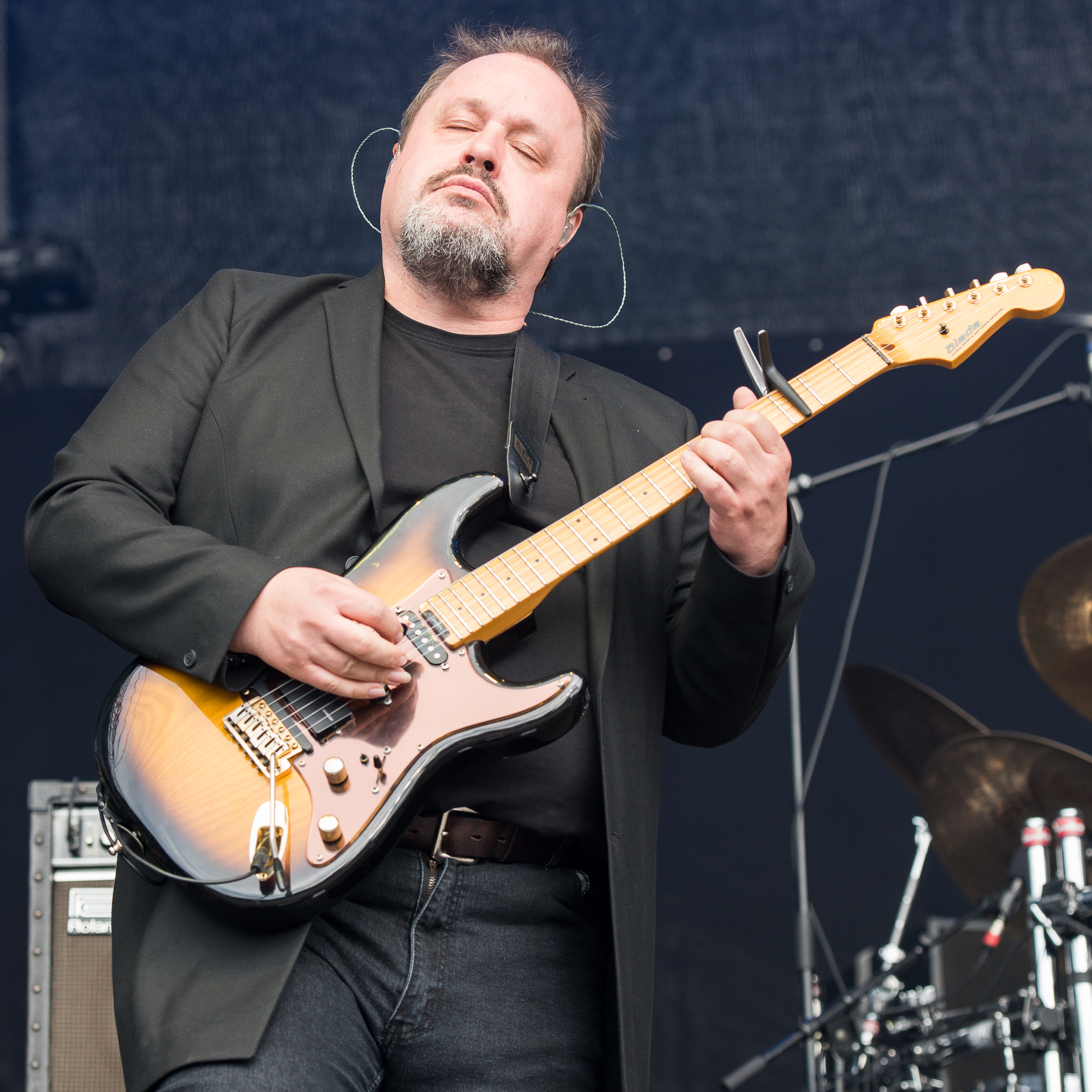
Steve Rothery, 2016

Steve Rothery (Brampton Bierlow, 25 november 1959) is de gitarist van de Engelse prog-rockband Marillion. Van de oorspronkelijke formatie die in 1979 Marillion vormde, is hij de enige die nog in de band actief is. In 1996 startte hij samen met zangeres Hannah Stobart The Wishing Tree.
In 2015 verscheen zijn eerste solostudioalbum onder de titel The ghosts of Pripyat, voorafgegaan door Steve Rothery Band: Live in Rome in 2014.